# Ievgueni Aldonine
Ievgueni Valeriévitch Aldonine (en russe : Евгений Валериевич Алдонин), né le 22 janvier 1980 à Aloupka, est un footballeur russe qui joue au poste de milieu de terrain défensif. Il joue aussi avec l'Équipe de Russie entre 2002 et 2007.

## Biographie
Il entre à 16 ans dans son premier club le Rotor basé à Volgograd. Jouant d'abord, à partir de 1997, en équipe réserve (Rotor-2), il rejoint l'équipe première en 2000 où il joue 98 matchs pour 7 buts. 
En 2002, il rejoint l'équipe de Russie avec laquelle il jouera les Championnats d'Europe de 2004 puis de 2008.
En 2004, il quitte le Rotor Volgograd pour le CSKA Moscou. Il fait ses débuts le 12 mars 2004, dans un match contre le FK Moscou (0-0). La même année, il participe avec l'équipe nationale au Championnat d'Europe.
Le 31 mai 2009, il offre la Coupe de Russie au CSKA en marquant à la 90+2e minute contre le FK Rubin Kazan d'un tir de l'entrée de la surface (victoire 1-0).
Il se marie le 1er juin 2006 avec la chanteuse Ioulia Natchalova et devient père le 1er décembre 2006 d'une fille nommée Vera.
Le 15 août 2006, Aldonine est choisi par le sélectionneur de l'Équipe de Russie Guus Hiddink pour être le capitaine de l'Équipe nationale pour le match amical contre la Lettonie qui a eu lieu le 16 août 2006 que la Russie remportera 1 à 0. Ce match fut également la première sélection en équipe nationale pour Pavel Pogrebnyak.

## Statistiques
| Saison                | Club                    | Championnat           | Championnat | Championnat | Coupe(s) nationale(s) | Coupe(s) nationale(s) | Compétition(s) continentale(s) | Compétition(s) continentale(s) | Compétition(s) continentale(s) | Total | Total |
| Saison                | Club                    | Division              | M.          | B.          | M.                    | B.                    | Comp.                          | M.                             | B.                             | M.    | B.    |
| 2000                  | Rotor Volgograd         | D1                    | 12          | 0           | -                     | -                     | -                              | -                              | -                              | 12    | 0     |
| 2001                  | Rotor Volgograd         | D1                    | 29          | 0           | 1                     | 0                     | -                              | -                              | -                              | 30    | 0     |
| 2002                  | Rotor Volgograd         | D1                    | 29          | 4           | 1                     | 0                     | -                              | -                              | -                              | 30    | 4     |
| 2003                  | Rotor Volgograd         | D1                    | 29          | 2           | 1                     | 0                     | -                              | -                              | -                              | 30    | 2     |
| Sous-total            | Sous-total              | Sous-total            | 99          | 6           | 3                     | 0                     | -                              | -                              | -                              | 102   | 6     |
| 2004                  | CSKA Moscou             | D1                    | 30          | 0           | 3                     | 0                     | C1                             | 9                              | 0                              | 42    | 0     |
| 2005                  | CSKA Moscou             | D1                    | 29          | 1           | 8                     | 2                     | C3+SC+C3                       | 8+1+6                          | 1+0+0                          | 52    | 4     |
| 2006                  | CSKA Moscou             | D1                    | 28          | 0           | 7                     | 2                     | C1                             | 8                              | 0                              | 43    | 2     |
| 2007                  | CSKA Moscou             | D1                    | 27          | 2           | 5                     | 0                     | C3+C1                          | 2+5                            | 0                              | 39    | 2     |
| 2008                  | CSKA Moscou             | D1                    | 25          | 3           | 4                     | 0                     | C3                             | 5                              | 0                              | 34    | 3     |
| 2009                  | CSKA Moscou             | D1                    | 28          | 0           | 3                     | 1                     | C3+C1                          | 2+4                            | 0+1                            | 37    | 2     |
| 2010                  | CSKA Moscou             | D1                    | 14          | 0           | 1                     | 0                     | C1+C3                          | 3+3                            | 0                              | 21    | 0     |
| 2011-2012             | CSKA Moscou             | D1                    | 32          | 0           | 3                     | 0                     | C3+C1                          | 3+8                            | 0                              | 46    | 0     |
| Sous-total            | Sous-total              | Sous-total            | 213         | 6           | 34                    | 5                     | -                              | 67                             | 2                              | 314   | 13    |
| 2012-2013             | Mordovia Saransk (prêt) | D1                    | 21          | 0           | 1                     | 0                     | -                              | -                              | -                              | 22    | 0     |
| 2013-2014             | Volga Nijni Novgorod    | D1                    | 17          | 0           | -                     | -                     | -                              | -                              | -                              | 17    | 0     |
| 2017-2018             | Zorki Krasnogorsk       | D3                    | 22          | 1           | 2                     | 0                     | -                              | -                              | -                              | 24    | 1     |
| Sous-total            | Sous-total              | Sous-total            | 60          | 1           | 3                     | 0                     | -                              | -                              | -                              | 63    | 1     |
| Total sur la carrière | Total sur la carrière   | Total sur la carrière | 372         | 13          | 40                    | 5                     | -                              | 67                             | 2                              | 479   | 20    |

## Palmarès
- Champion de Russie : 2005, 2006
- Coupe UEFA : 2005
- Coupe de Russie : 2005, 2006, 2008, 2009

## Récompenses personnelles
- Il reçoit l'ordre de l'amitié par le président russe Vladimir Poutine[3].